# Pseudoredtenbacheria succincta
Pseudoredtenbacheria succincta là một loài ruồi trong họ Tachinidae.